# Kintzheim
Kintzheim (deutsch Kinzheim, elsässisch Kéntza) ist eine französische Gemeinde mit 1680 Einwohnern (Stand 1. Januar 2021) im Département Bas-Rhin in der Europäischen Gebietskörperschaft Elsass und in der Region Grand Est. Sie ist Mitglied der Communauté de communes de Sélestat und liegt an der Elsässer Weinstraße.

## Geografie
Der Weinort liegt in der Oberrheinischen Tiefebene und ist dank seiner Lage direkt am östlichen Fuß der Vogesen klimatisch begünstigt. Das Gemeindegebiet wird von der Departementsstrasse D 35 (route du vin) von Norden nach Süden durchquert. In westlicher Richtung erreicht man den Vogesenpass Col du Schaentzel und im Osten liegt die Stadt Sélestat nur etwa fünf Kilometer entfernt. Die Nachbargemeinden von Kintzheim auf der Elsässer Weinstraße sind: Châtenois im Norden und Orschwiller im Süden.

## Geschichte

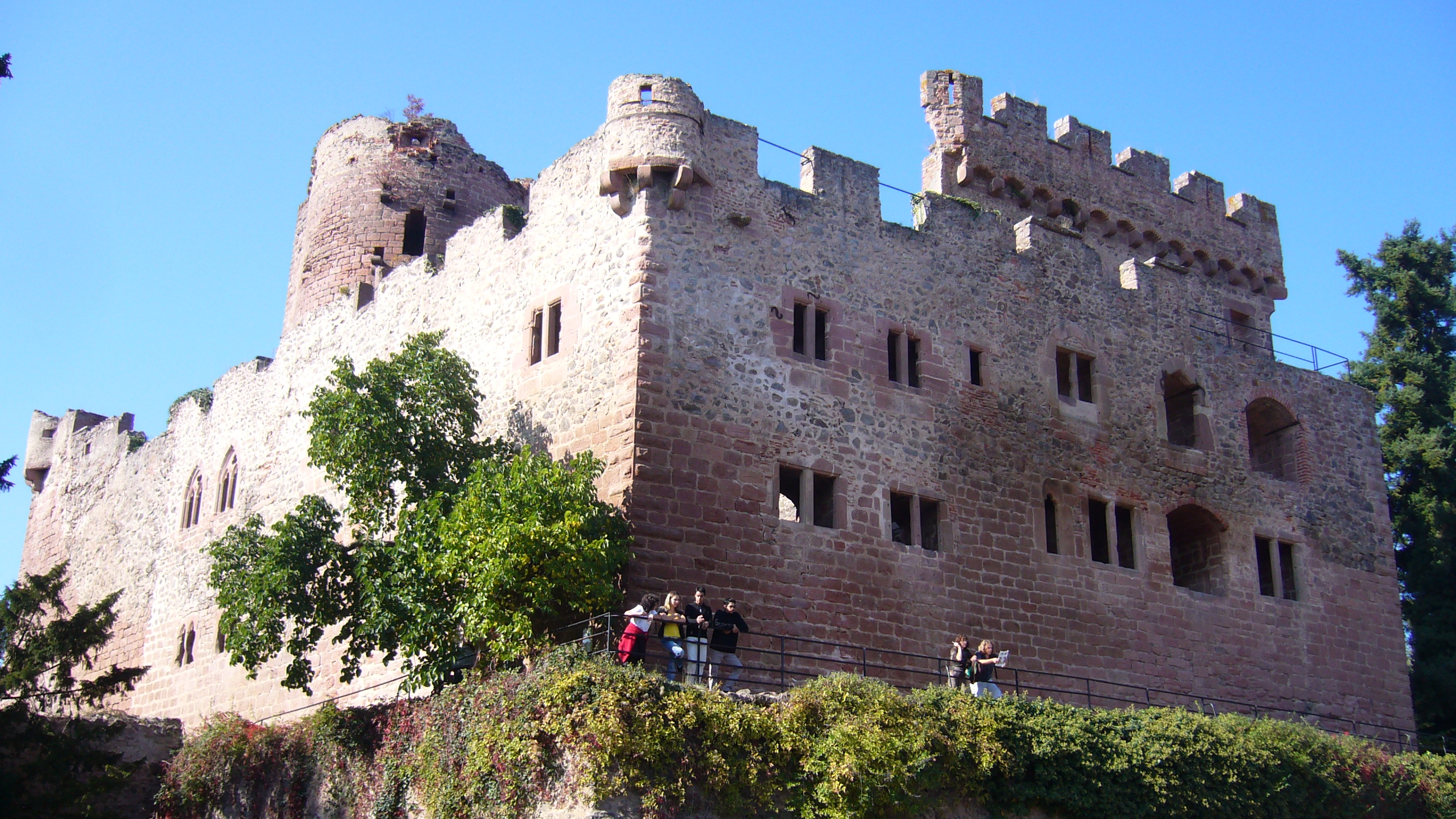
Burg Kintzheim

Erste Erwähnungen des Dorfes unter dem Namen  Quningishaim (später Chuniggesheim) stammen aus dem 8. Jahrhundert. Diese Ortsnamen legen nahe, dass es sich einst um die Wohnstätte eines Königs handelte.
Während des Dreißigjährigen Krieges wurde der Ort in Mitleidenschaft gezogen; die Burg wurde von den Schweden besetzt und beim Abzug zerstört.
In den Jahren des Friedens, zwischen Holländischem Krieg und Pfälzischem Erbfolgekrieg, entwickelte Joseph de Montclar eine Baumschule für Obstbäume auf dem Land des Marquis von Uxelles, Nicolas Chalon du Blé, in Kintzheim und Haguenau.
Von 1338 bis 1791 war das Gemeindegebiet im Besitz der Stadt Sélestat, deren ehemaliges Wappen heute Gemeindewappen ist.

### Bevölkerungsentwicklung
| Jahr      | 1962 | 1968 | 1975 | 1982 | 1990 | 1999 | 2006 | 2013 | 2019 |
| Einwohner | 1107 | 1333 | 1486 | 1479 | 1449 | 1493 | 1509 | 1593 | 1660 |

## Sehenswürdigkeiten

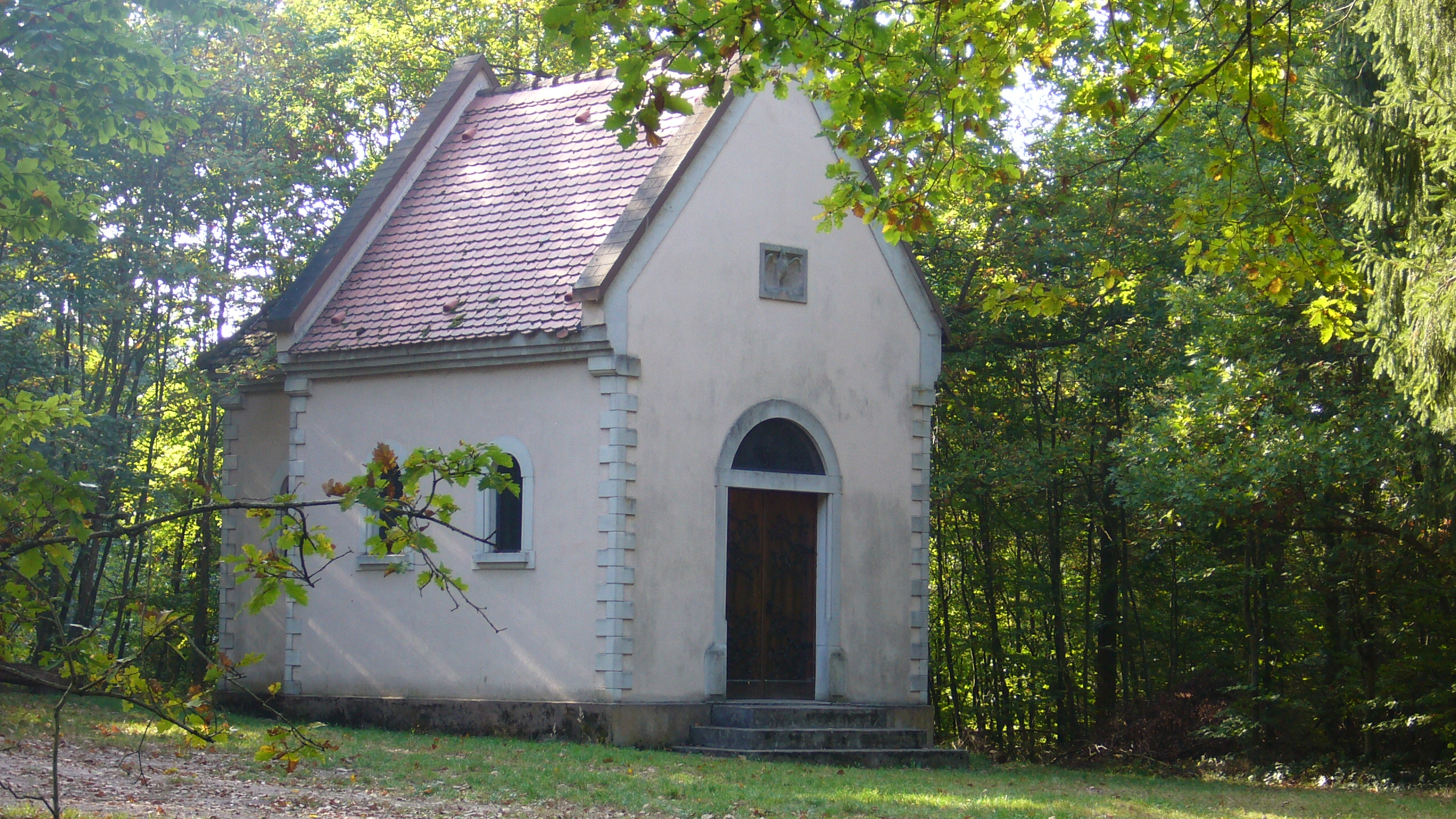
Chapelle de l’Aigle

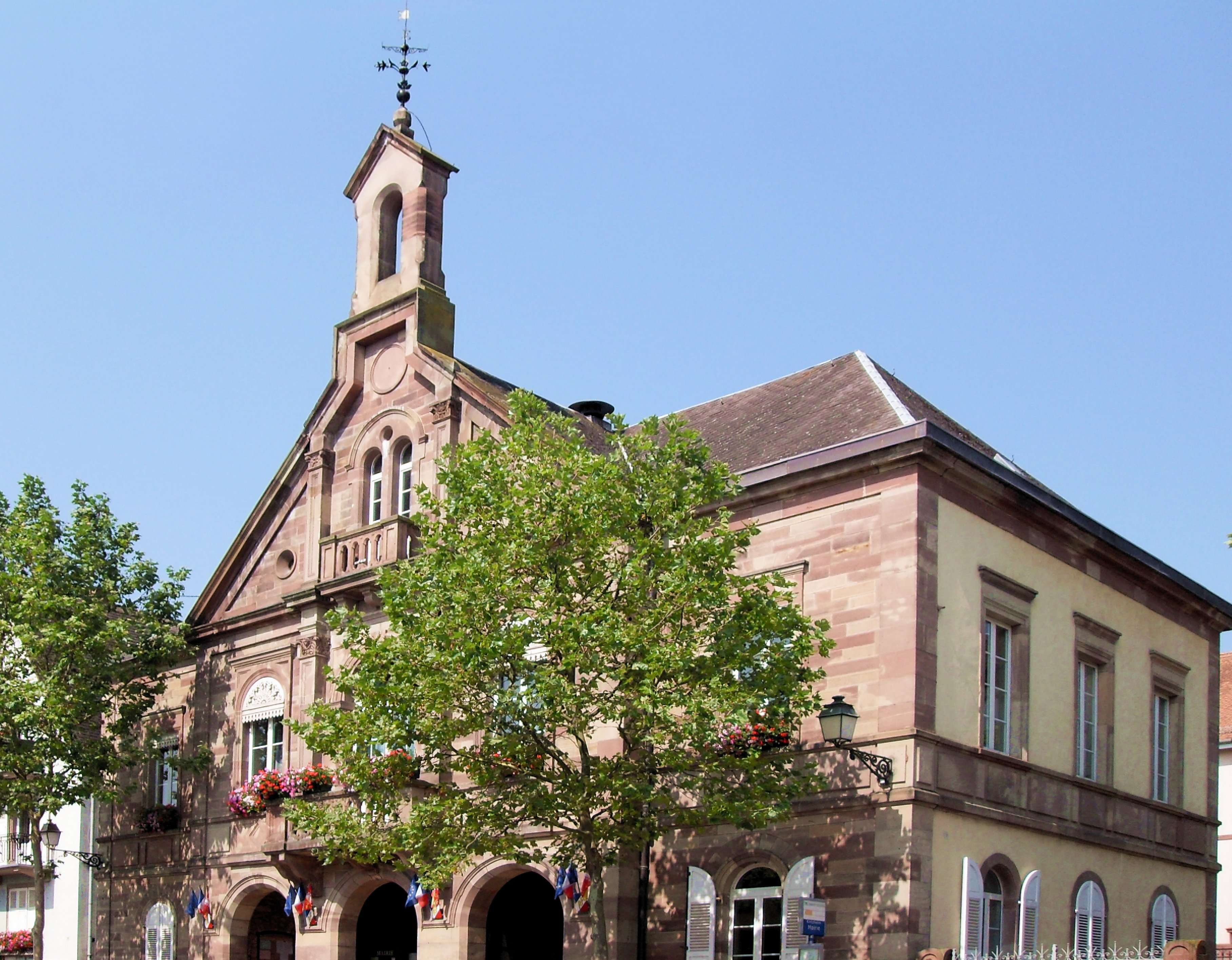
Mairie Kintzheim

- intakter Dorfkern, geprägt von traditionellen, blumengeschmückten Fachwerkhäusern
- Burg Kintzheim, gut erhaltene Ruine aus dem 13. Jahrhundert
- Kapelle Chapelle de l’Aigle nahe dem Bahnhof von La Vancelle, 1929 eingeweiht
- Kapelle Chapelle de la rue Clog-Strebler aus dem 19. Jahrhundert.
- Kirche Saint-Martin aus dem 19. Jahrhundert.
- sogenannter Affenberg von Kintzheim mit etwa 280 Berberaffen auf einem Gelände von 24 Hektar
- Greifvogelwarte Kintzheim (La Volerie des Aigles)

## Weinbau
Der Weinbau ist einer der wichtigsten Erwerbszweige in Kintzheim. Erzeugt werden vorwiegend Weißweine wofür die folgenden Traubensorten angebaut werden: Sylvaner, Pinot Blanc, Riesling, Pinot Noir, Pinot Gris (im Elsass auch Tokay genannt) und Gewürztraminer. Die Weine werden mit dem Zusatz d'Alsace auch unter diesen Namen vermarktet und besitzen das AOC-Zertifikat. Der Praelatenberg ist eine Alsace-Grand-Cru-Lage bei Kintzheim.

## Gemeindepartnerschaft
- Sainte-Feyre im Département Creuse

## Persönlichkeiten
- Ludwig Wilhelm Benz (1611–1683), römisch-katholischer Geistlicher, Bischof und Weihbischof in Eichstätt